# Osnovna šola Frana Metelka Škocjan
Osnovna šola Frana Metelka Škocjan se nahaja v občini Škocjan na Dolenjskem. Je odlična šola.